# Tobrilus biroi
Tobrilus biroi is een rondwormensoort uit de familie van de Tobrilidae.